# Unità Egoz
L'Unità Egoz (in ebraico יחידת אגוז, Yehidat Egoz, letteralmente "Unità Noce", Egoz è l'acronimo di "anti-guerriglia e guerra su piccola scala"), ufficialmente Unità 621, è un'unità di commando d'élite delle Forze di difesa israeliane (IDF) specializzata in controguerriglia, ricognizione speciale e azione diretta. Fa parte dell'89ª Brigata "Oz" del Comando centrale dell'IDF, comunemente chiamata brigata commando.
L'unità è specializzata nel combattimento in terreni fitti, nelle tecniche di combattimento sul campo, nella mimetizzazione e nella guerriglia, ossia combattimenti ravvicinati in cui l'abilità e la professionalità sono fondamentali per il successo. L'unità opera in tutti i terreni e teatri, concentrandosi principalmente sul settore settentrionale.
La Egoz ha anche un plotone d'artiglieria unico nel suo genere, incaricato di sviluppare soluzioni creative e innovazioni tecnologiche per affrontare le nuove sfide incontrate sul campo di battaglia e per fornire difesa contro i nuovi metodi di attacco del nemico.
Il sito commemorativo dell'unità, che ricorda le sue varie incarnazioni, si trova a Nabi Hazuri nelle alture settentrionali del Golan.

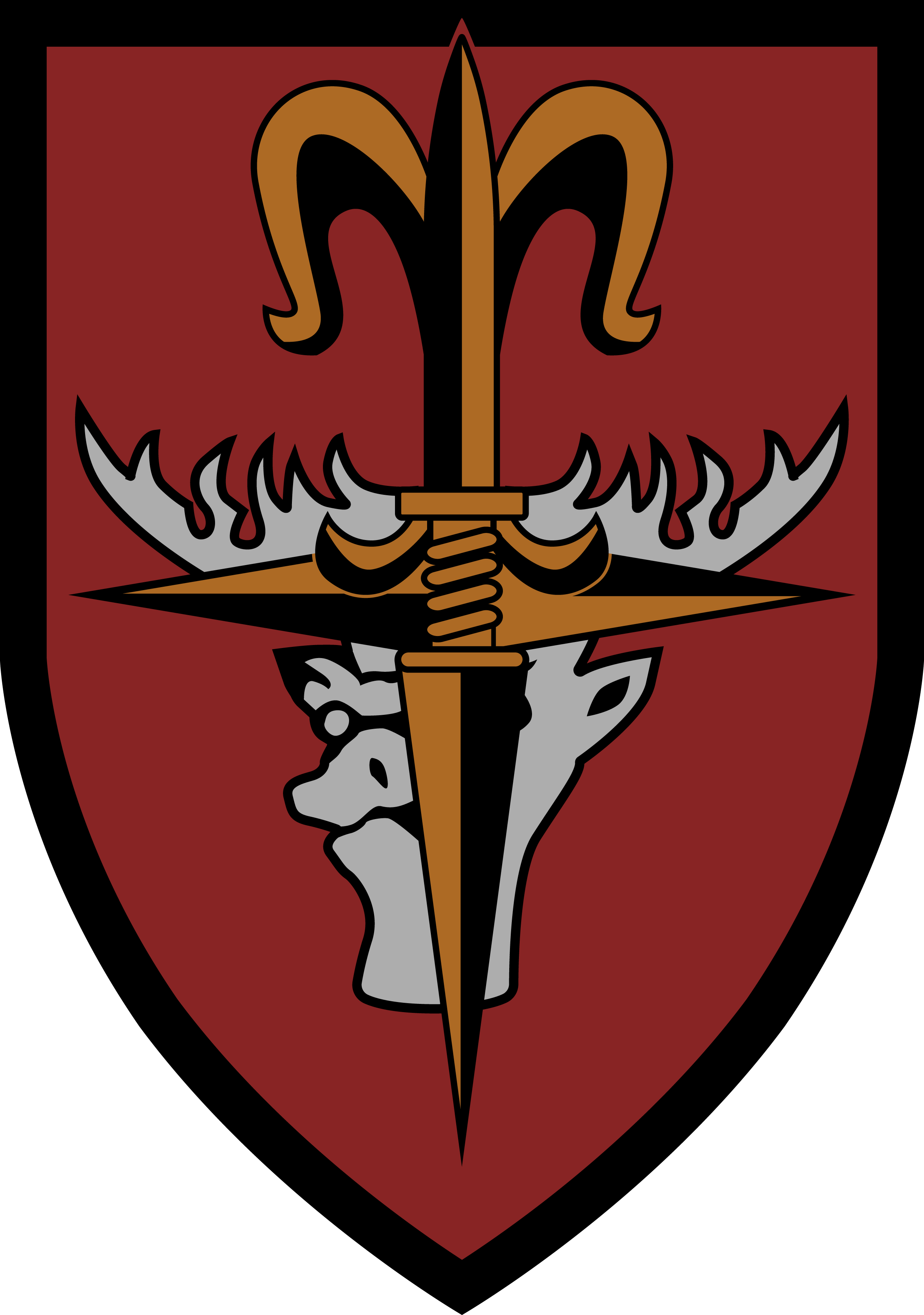
Insegna 1956-74

## Storia
L'attuale Unità Egoz è stata costituita nel gennaio 1995 da una squadra di soldati dell'Unità di ricognizione paracadutisti, come parte della Brigata Golani. Prese il nome dall'originaria unità istituita nel 1956 come "Unità di ricognizione Egoz" alle dipendenze del Comando settentrionale, e operante sino alla fine della guerra del Kippur nel 1974. L'iniziativa di creare l'unità fu guidata dall'allora capo di stato maggiore Amnon Lipkin-Shahak e dal comandante del Comando settentrionale Amiram Levin, che cercarono di rivoluzionare la lotta contro Hezbollah attraverso nuove dottrine e tattiche di combattimento. La Egoz venne aggregata alla Brigata Golani perché il suo comandante, Moshe Kaplinsky, affermò che la nuova unità necessitava del supporto, della supervisione e della logistica di un'unità esperta, pratica del combattimento in Libano.

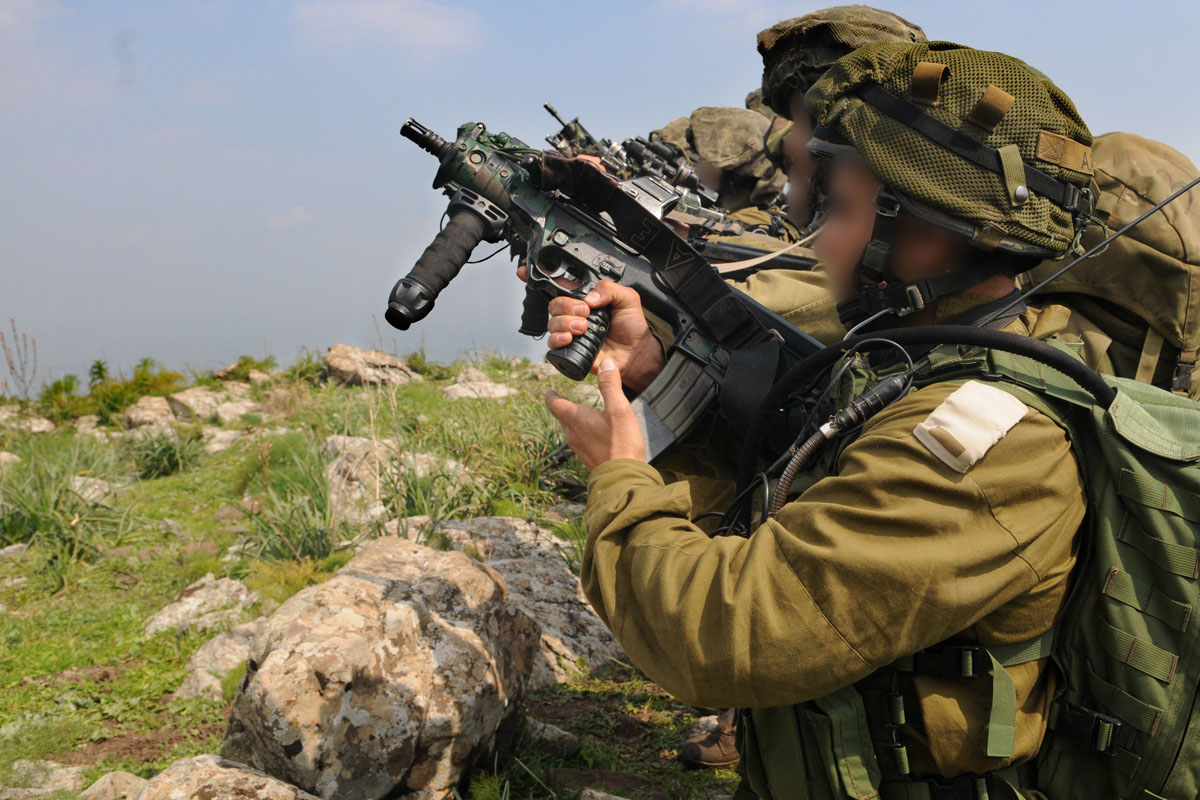
Soldati dell'Egoz prendono parte a un'esercitazione a fuoco vivo.

La Egoz è stata creata come unità di controguerriglia specificatamente per combattere Hezbollah nella zona di sicurezza del Libano meridionale. Il suo primo comandante fu Erez Zuckerman, un ex membro dello Shayetet 13, che guidò l'unità durante la maggior parte delle operazioni iniziali. Entro sei mesi dalla sua istituzione, l'unità aveva già ottenuto notevoli successi, tra cui la sua prima operazione, durante la quale uccise due militanti di Hezbollah vicino all'avamposto Hula.
Nel 1997, Moshe (Chico) Tamir della Brigata Golani assunse il comando dell'unità. Il suo mandato è stato caratterizzato da una lotta determinata contro Hezbollah. Una delle operazioni più notevoli durante il suo comando fu l'Operazione Natura Selvaggia del settembre 1997, dove l'unità uccise fra gli altri Hadi Nasrallah, il figlio del segretario generale di Hezbollah Hassan Nasrallah. I corpi dei militanti furono poi restituiti al Libano in cambio dei resti di Itamar Eliyahu, appartenente allo Shayetet 13, rimasto ucciso a Insariat. Un'altra operazione significativa durante questo periodo fu l'Operazione Mossa Brillante, in cui Tamir guidò l'unità in una missione in Libano contro una squadra di sicurezza di Hezbollah nel villaggio di Aindouriyah, uccidendo otto militanti.

### Anni 2000

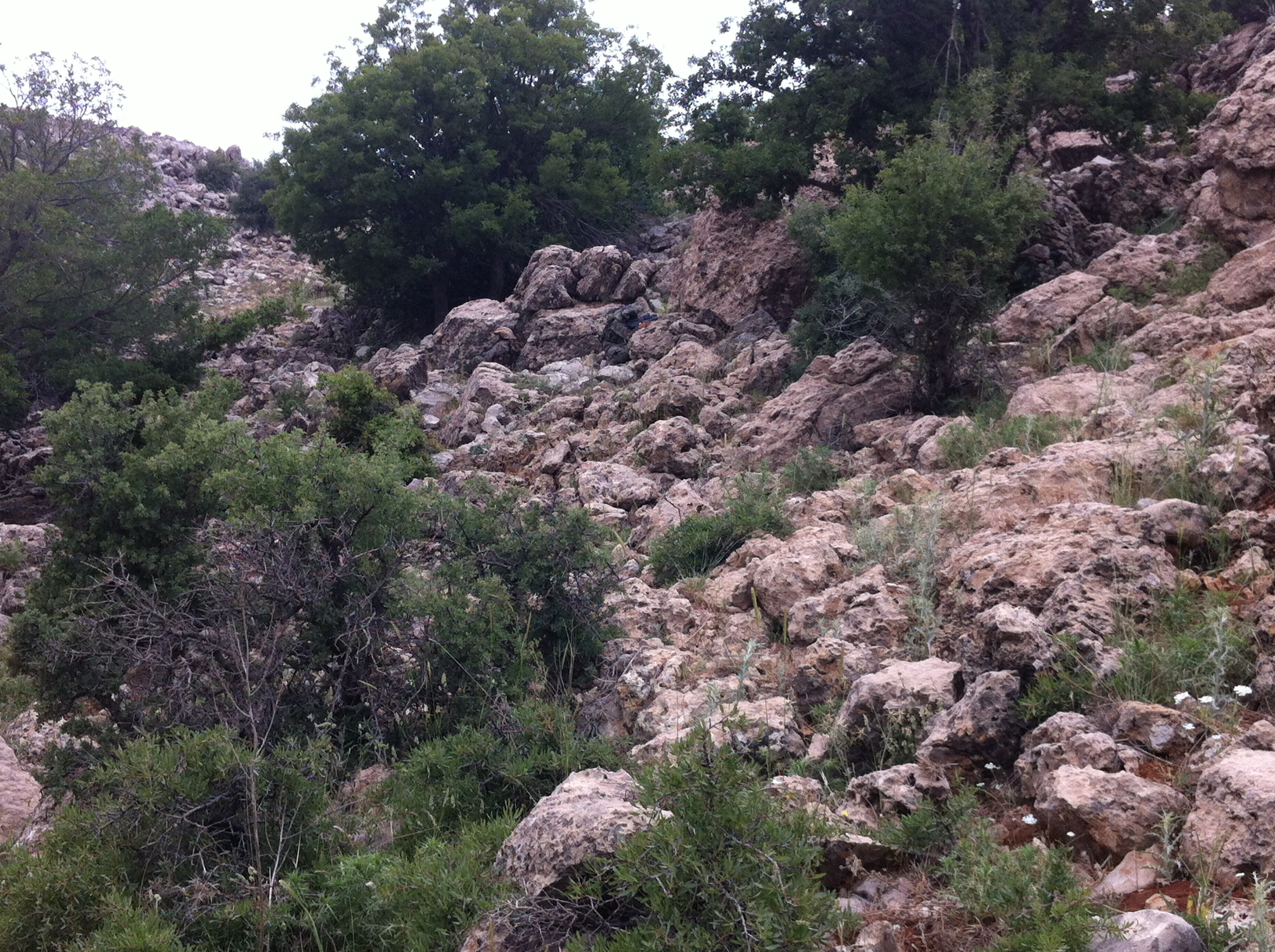
Gli operatori di Egoz sono esperti di mimetizzazione, tecnica che li aiuta a nascondersi nel paesaggio.

Dopo il ritiro di Israele dal Libano nel 2000, l'unità ha continuato le sue operazioni lungo il confine settentrionale, impegnandosi anche in operazioni antiterrorismo in Cisgiordania e nella Striscia di Gaza. Sotto il comando di Tamir Yadai, la Egoz partecipò all'Operazione Scudo difensivo, inclusa la battaglia di Ramallah.

### Seconda guerra del Libano
Il 20 luglio 2006, durante la seconda guerra del Libano, cinque soldati della Egoz furono uccisi e altri sei feriti in uno scontro nei pressi del moshav di Avivim, mentre sgomberavano i bunker di Hezbollah nel villaggio di Maroun al-Ras. Secondo i rapporti dell'IDF, circa 20 militanti di Hezbollah sono stati uccisi nella stessa occasione.
Dopo la guerra, l'unità condusse una serie di operazioni offensive nella Striscia di Gaza, insieme alla Brigata Golani e alla Brigata Givati. In un'operazione del gennaio 2008, le forze della Egoz, supportate da unità corazzate e dall'aeronautica, uccisero 18 militanti, tra cui il figlio del leader di Hamas Mahmud al-Zahar. Durante l'Operazione Margine Protettivo del 2014, l'unità uccise circa 50 militanti durante i combattimenti nel quartiere di Shuja'iyya. Il 14º giorno dell'operazione, il comandante dell'unità, il tenente colonnello Yonatan Rumm, fu gravemente ferito da un missile anticarro. Il suo predecessore, il tenente colonnello Pini Yosef, prese il comando e guidò l'unità in ulteriori operazioni di combattimento.

### Costituzione della Brigata Commando
Il 24 dicembre 2015, Egoz si separò ufficialmente dalla Brigata Golani, e il 27 dicembre si unì alla neoformata Brigata Oz.
L'unità ha partecipato all'operazione Guardiani delle Mura a Gaza, prendendo di mira decine di postazioni anticarro e di lancio di razzi e uccidendo numerosi militanti.
Nel luglio 2023, la Egoz ha preso parte all'Operazione Casa e Giardino nell'area del campo profughi di Jenin, conducendo operazioni offensive e smantellando le infrastrutture terroristiche. Durante l'operazione, il Sgt. David Yehuda Yitzhak fu ucciso in uno scontro a fuoco.
L'unità ha perso 17 soldati dall'inizio della guerra Israele-Hamas (all'ottobre 2024).